# باندیکوت سرام
باندیکوت سرام (نام علمی: Rhynchomeles prattorum) نام یک گونه از تیره کیسه‌سموران است.